# Amerykańska Federacja Pracy
Amerykańska Federacja Pracy (ang. American Federation of Labor) – amerykańska organizacja związkowa, następczyni Rycerzy Pracy.
Amerykańska Federacja Pracy (AFL) powstała w 1886 roku. Założona została przez Samuela Gompersa. Około 1900 roku zastąpiła główną amerykańską organizację robotników o nazwie Rycerze Pracy. Jej prezydentem był jej założyciel w latach 1886-1924 z roczną przerwą dotyczącą lat 1895-1896. AFL głównie zajmowała się regulacjami godzin pracy i zarobków, opowiadała się za zakazem pracy dzieci i poprawą warunków pracy w fabrykach i kopalniach. Gompers starał się tak nią kierować aby nie ulegała wpływom haseł głoszonych przez Eugena Debsa, pioniera amerykańskich socjalistów.